# Casparys strimma

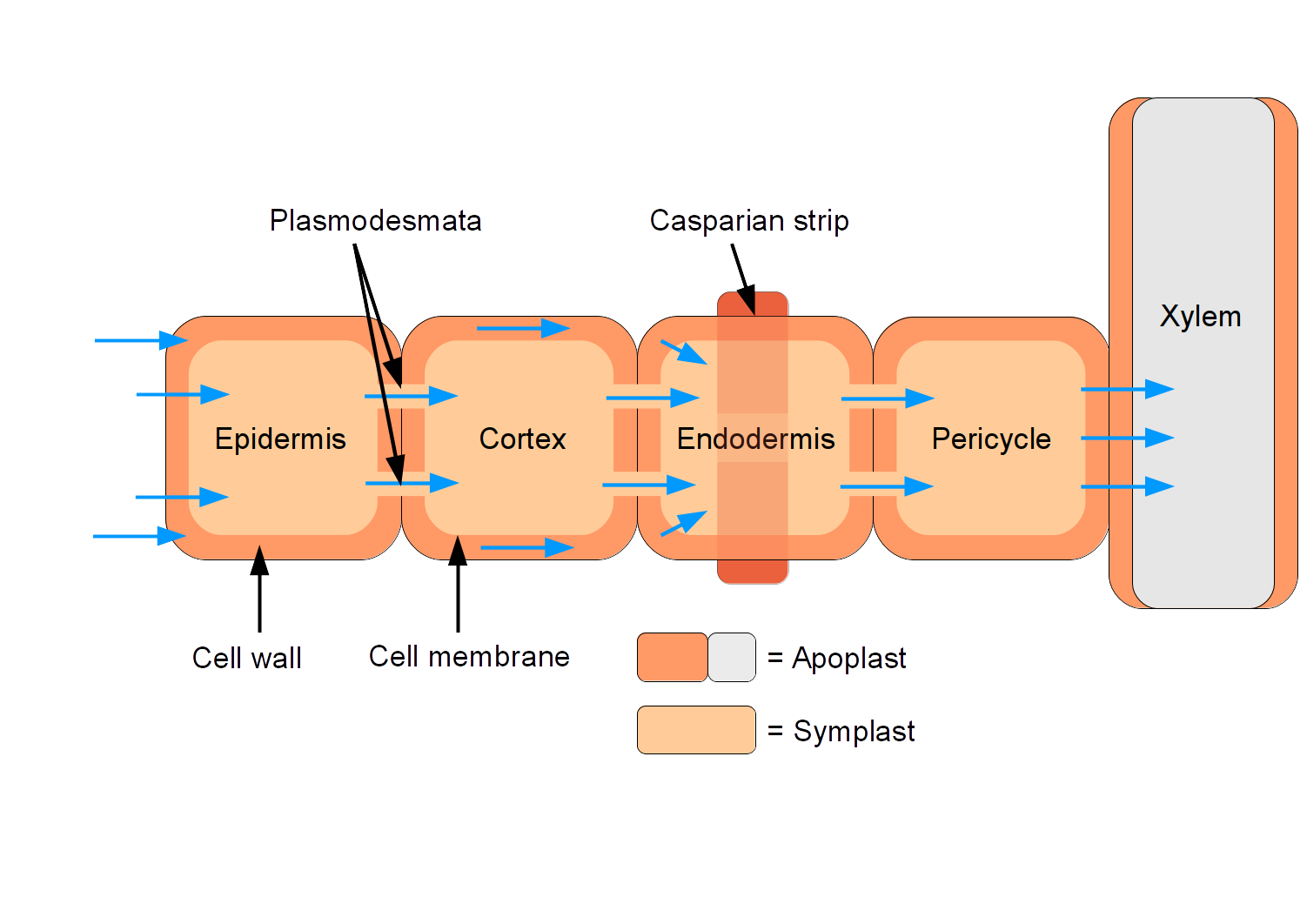
Schematisk bild över Casparys strimma som tvingar vatten och däri lösta joner genom cellmembranen för att nå till xylemet.

Casparys strimma eller Casparys band är ring av celler sammanbundna av kork som utgör en vattentät vägg så att vätska och joner bara kan passera genom cellerna. I en angiosperm eller gymnosperm som nått sekundär tillväxt förekommer endast endodermis med Casparys strimma fäst vid sig. Den är uppkallad efter Robert Caspary,
Casparys strimma återfinns mellan endodermis och cortex i rötter samt nära rotens yta. På så sätt hålls rotstrukturen ihop. Cellerna består av suberin och endast i undantagsfall lignin, till skillnad från den övriga cellväggen, som ofta utgörs av främst lignin och i undantagsfall suberin. 
Roten är beroende av cellstrukturens förmåga att tvinga vatten att transporteras uppåt genom rotsystemet via xylem. Casparys strimma tvingar vattenlösningen att passera en liten öppning i endodermis, genom pericykeln, en annan cellstruktur, och slutligen till xylemet som transporterar näringslösningen uppåt i växten. Casparys strimma förhindrar att vattenlösningen flyter tillbaka mot jorden och att växten då tappar vätska och näring.